# 安顺黄果树机场
安顺黄果树机场是中华人民共和国的一座民用機場，位於貴州省安顺市，距市中心6公里，地处黄果树瀑布和龙宫风景区等自然人文景观的贵州西部黄金旅游线上。机场飞行区等级为4C级，现有长2800米，宽50米跑道一条，东西端各500米厚度0.25米，中部厚度0.22米，最大机型可起降B737飞机。黄果树机场净空条件良好，设有盲降、全向信标、一类精密进近灯光、气象自动观测系统，能保障民航飞机正常飞行。首航於2004年9月28日。

## 航空公司与航点
2025年夏秋航季（7月1日至10月25日），开通运营航线8条，通航城市4个。
| 航空公司     | 目的地    |
| ------------ | --------- |
| 中国联合航空 | 北京/大兴 |
| 首都航空     | 三亚      |
| 首都航空     | 西安      |
| 春秋航空     | 上海      |